# 安達ひでや
安達ひでや（あだち ひでや、1964年4月24日 - ）は、熊本県出身でチンドン屋・有限会社アダチ宣伝社の取締役社長。
本名は足達英明（あだち ひであき）、熊本県立済々黌高等学校卒業、山口大学農学部中退。主な使用楽器はウクレレとアコーディオン。

過去に組んでいたバンド（「たけのうちカルテット」）で『イカすバンド天国』（イカ天）に出場経験がある。たまとも親交があり、地方ライブやアルバムでも共演していた。

## アダチ宣伝社に関して

### アダチ宣伝社の経歴
- 1991年3月15日　有限会社たけのうちカルテットミュージックを設立、本社所在地は福岡市
- 1994年　商号を有限会社アダチ宣伝社に変更

### アダチ宣伝社の特徴
公式HPによれば、現在のメンバーは8人。チンドン屋の全国大会「全日本チンドンコンクール」（富山市)で優勝したことが4度ある。
主に九州・中国地方で仕事を行っているが、過去に、パリ・ソウル・釜山・広州・香港・シンガポールでもチンドン屋を経験。

## CD
- 楽しいチンドン むかしのうた (キングレコード・2005年2月)　KICS 1144

## 書籍
- 笑う門にはチンドン屋(石風社・2005年2月)　ISBN 4-88344-117-2

## ラジオ/テレビ
1991年より2009年までの18年間、HiHiHi(RKBラジオ)や、
BUTCH COUNTDOWN RADIO(エフエム福岡)など、福岡のテレビ・ラジオ番組のレギュラーを数本担当。
2017年4月より2021年3月までの4年間、福岡のローカルテレビ「きらり九州めぐり逢い」(TVQ九州放送)のナレーションを担当。
2022年4月より「あだちひでやのラジオ宣伝社」(エフエム福岡)のパーソナリティーを担当。

## その他
- 西日本新聞の夕刊コラム「潮風」を、2005年から2013年まで8年半執筆。
- 主に福岡で、CM音楽制作・CMナレーション・プレイステーション用ゲームソフトの音楽担当も行っている。
- バンド時代の仲間はエレキハチマキなどで現在も活動中。
- 著書によれば、1993年にはテレビ・ラジオの仕事をすべて失い、知人が経営して倒産した録音スタジオの保証人として約600万円の借金を背負う。その後福岡市の親不孝通りでウクレレやアコーディオンの街頭ライブを5年近く行い、投げ銭によって借金を全額返済している。